# No.1 (보아의 음반)
《NO.1·늘...》은 대한민국 여자 가수 보아의 한국 두 번째 정규 앨범이다. 일본에서 오리콘 차트 1위를 기록 한 뒤, 컴백한 국내 첫 앨범이기도 하다. 그런 보아의 모습을 미국, 유럽, 일본, 중국 등 많은 외국 작곡가들로부터 곡을 받기도 하였다. 일본 오리콘 차트 1위 앨범인 《LISTEN TO MY HEART》의 타이틀이자 대표곡인 〈LISTEN TO MY HEART〉를 보너스 트랙으로 한국어로 번안하여 수록 하였다. 타이틀 곡 〈NO.1〉은 밝은 유로팝 스타일의 댄스 곡으로 세계를 대표하는 최고의 가수가 되고 싶다는 포부를 담은 곡이다. 같은 소속사 선배인 강타는 이 앨범에 〈늘 (Waiting)...〉,〈난〉이렇게 두 곡에 참여했다. 보아도 한국에서는 첫 자작곡인 〈Realize〉를 수록하였다. 지금까지 보아의 한국 음반 판매량 가운데 가장 높은 판매량을 기록하고 있는 앨범이기도 하다. 보너스 데이터인 컨텐츠에는 보아와의 인터뷰, 자켓 촬영 스케치, 강타와 함께한 녹음 현장 등의 영상이 포함되어 있다.

## 번안
- 2002년 6월 12일, 이 앨범은 일본의 라이센스되어 발매되었다. 일본 라이센스 앨범에는 기존 15곡 트랙에 〈NO.1〉을 영어버전으로 수록하였다.
- 2002년 8월 28일, 일본 여섯 번째 싱글 《VALENTI》의 커플링 곡으로 번안되어 수록되었다. 한국의 작사, 작곡은 모두 보아가 담당하였지만, 일본어 번안은 보아가 참여하지 않았다.
- 2002년 9월 19일, 일본 일곱 번째 싱글 《奇蹟/NO.1》의 공동 타이틀로 사용되었다.

## (2집)방송 출연 목록
| (타이틀곡)No.1                  |                                          |                                                                                    |
| 2002년 4월 14일                 | SBS 인기가요                             | 컴백무대 Listen to my heart + No.1                                                 |
| 2002년 4월 19일                 | KMTV 쇼뮤직탱크                          | 늘, Listen to my heart, No.1                                                       |
| 2002년 4월 20일                 | MBC 음악캠프                             |                                                                                    |
| 2002년 4월 20일                 | KBS 뮤직플러스                           |                                                                                    |
| 2002년 4월 21일                 | SBS 인기가요                             |                                                                                    |
| 2002년 4월 25일                 | KBS 뮤직뱅크                             |                                                                                    |
| 2002년 5월 2일                  | KBS 뮤직뱅크                             |                                                                                    |
| 2002년 5월 3일                  | Mnet 쇼킹M                               |                                                                                    |
| 2002년 5월 5일 (4월20일녹화)    | SBS 2002 드림콘서트                      | 늘, No.1                                                                           |
| 2002년 5월 5일                  | MBC 일밤-게릴라콘서트                    |                                                                                    |
| 2002년 5월 8일                  | MBC 섹션TV 연예통신                      | 대입 검정고시 합격                                                                 |
| 2002년 5월 10일                 | SBS라디오 김동완의 텐텐클럽              | 공개방송 No.1, 늘                                                                  |
| 2002년 5월 10일                 | KMTV 쇼뮤직탱크                          |                                                                                    |
| 2002년 5월 11일                 | MBC 음악캠프                             | 1위                                                                                |
| 2002년 5월 12일                 | KBS1tv 열린음악회                        |                                                                                    |
| 2002년 5월 12일                 | SBS 인기가요                             | 1위                                                                                |
| 2002년 5월 16일                 | KBS 뮤직뱅크                             |                                                                                    |
| 2002년 5월 17일                 | SBS 평화콘서트                           |                                                                                    |
| 2002년 5월 17일                 | MTV LIVE WOW                             | 늘, No.1                                                                           |
| 2002년 5월 18일                 | MBC 장학기금마련 자선콘서트 미래의동반자 | 음악캠프 결방                                                                      |
| 2002년 5월 일 (5월18일녹화)     | Mnet 쇼킹M                               | No.1, 늘                                                                           |
| 2002년 5월 18일                 | KBS 사랑의 리퀘스트                      | 늘                                                                                 |
| 2002년 5월 19일                 | SBS 인기가요                             | 1위                                                                                |
| 2002년 5월 24일                 | Mnet 쇼킹M                               |                                                                                    |
| 2002년 5월 26일                 | SBS 인기가요                             | 3주연속 1위                                                                        |
| 2002년 5월 26일                 | KBS 윤도현의 러브레터                    | No.1, Dear My Love, 늘                                                             |
| 2002년 5월 31일                 | 채널V SHOW! REVOLUTION                   | 늘                                                                                 |
| (후속곡) My Sweetie             |                                          |                                                                                    |
| 2002년 5월 일 (5월29일녹화)     | KMTV 쇼 뮤직탱크                         |                                                                                    |
| 2002년 6월 2일                  | BIG 콘서트 (안양롯데백화점)              | My Sweetie, No.1, 늘                                                               |
| 2002년 6월 4일                  | 월드컵 응원전 (상암월드컵경기장)         | My Sweetie, No.1                                                                   |
| 2002년 6월 4일                  | Mnet 가요베스트27                        |                                                                                    |
| 2002년 6월 9일                  | SBS 인기가요                             | Listen to my heart, 늘                                                             |
| 2002년 6월 10일                 | 월드컵 응원전 (잠실야구장)               | My Sweetie, No.1                                                                   |
| 2002년 6월 13일                 | 온게임넷 장충체육관 행사                 | My Sweetie, No.1                                                                   |
| 2002년 6월 14일 (6월11일녹화)   | Mnet 쇼킹M                               | Dear My Love, My Sweetie                                                           |
| 2002년 6월 14일                 | 동대문축제                               | My Sweetie, No.1, 늘                                                               |
| 2002년 6월 15일 (6월14일녹화)   | KBS 뮤직플러스                           | My Sweetie, Amazing Kiss                                                           |
| 2002년 6월 16일                 | SBS 인기가요                             | No.1, 늘                                                                           |
| 2002년 6월 18일                 | 강릉공연                                 | No.1, 늘                                                                           |
| 2002년 6월 20일                 | KBS 뮤직뱅크                             |                                                                                    |
| 2002년 월 일 (6월21일녹화)      | Mnet 프라임콘서트                        | 늘, My Sweetie                                                                     |
| 2002년 6월 23일                 | KBS 열린음악회                           | No.1                                                                               |
| 2002년 6월 27일                 | KMTV 쇼뮤직탱크                          |                                                                                    |
| 2002년 7월 2일                  | 월드컵 성공 국민 대축제                  | No.1                                                                               |
| 2002년 7월 4일                  | KBS 뮤직뱅크                             | No.1                                                                               |
| 2002년 7월 7일                  | SBS 인기가요                             | No.1, Listen to my heart, Amazing Kiss                                             |
| 2002년 7월 13일 (7월12일녹화)   | KBS 뮤직플러스                           | Amazing Kiss                                                                       |
| 2002년 7월 13일                 | LG카드 JoyⓝJoy 콘서트 2002               | 늘, My Sweetie                                                                     |
| 2002년 7월 14일                 | SBS 인기가요                             | Amazing Kiss, My Sweetie                                                           |
| 2002년 7월 19일 (7월12일녹화)   | SBS 카운트다운 나는봤다!                 |                                                                                    |
| 2002년 7월 21일                 | SBS 인기가요                             | Amazing Kiss + 미니 팬미팅                                                         |
| 2002년 7월 25일                 | KBS 뮤직뱅크                             | My Sweetie, Amazing Kiss                                                           |
| 2002년 7월 25일                 | MTV LIVE WOW                             | 늘, Amazing Kiss                                                                   |
| 2002년 7월 27일 (7월26일녹화)   | KBS 뮤직플러스                           | No.1, Amazing Kiss                                                                 |
| 2002년 7월 27일                 | MBC 음악캠프                             | GoodBye 스페셜 Listen to my heart, No.1                                            |
| 2002년 7월 27일                 | SBS 진기록 팡팡팡                        | 인기가요 대기실에서 태극기 그리기 잠깐출연                                         |
| 2002년 7월 27일 (8월2일SBS방송) | 사랑나눔 콘서트                          | No.1, My Sweetie, Amazing Kiss + 깜짝 팬미팅                                       |
| 2002년 7월 28일                 | SBS 인기가요                             | No.1, Amazing Kiss                                                                 |
| 2002년 7월 31일 (7월28일녹화)   | ETN 광주 TTL ⓣing 콘서트                 | 늘, Amazing Kiss                                                                   |
| 2002년 8월 3일                  | KMTV 쇼뮤직탱크                          | 늘, My Sweetie                                                                     |
| 2002년 9월 6일                  | TBC 대구 공개방송                        | No.1, My Sweetie                                                                   |
| 2002년 9월 14일                 | Hello APM 공연                           | No.1                                                                               |
| 연말 시상식                     |                                          |                                                                                    |
| 2002년 11월 29일                | Mnet 뮤직비디오 페스티벌                 | 늘, Valenti, No.1, 최고인기뮤직비디오상 / 댄스부문최고 뮤직비디오상 수상           |
| 2002년 12월 6일                 | SBS 서울가요대상                         | 대상 수상                                                                          |
| 2002년 12월 28일                | KMTV 가요대전                            | Jewel Song, No.1, 본상 / 모바일뮤직상 수상                                         |
| 2002년 12월 29일                | SBS 가요대전                             | 본상 / 대상 수상                                                                   |
| 2002년 12월 31일                | KBS 10대 가수 가요제                     | 본상 수상 일본 현지 생중계 연결 및 Valenti 현지 한국어버젼 공연 사전녹화 영상 공개 |

## 트랙 리스트
| CD   | CD                                                | CD | CD | CD       |
| 트랙 | 수록곡                                            | 작사·작곡·편곡 | 작사·작곡·편곡 | 길이     |
| ---- | ------------------------------------------------- | --- | --- | -------- |
| 01   | No.1                                              | 작사 : 김영아 / 작곡 : Ziggy (Sigurd Rosnes) / 편곡 : 안익수, 김호현                                                                | 작사 : 김영아 / 작곡 : Ziggy (Sigurd Rosnes) / 편곡 : 안익수, 김호현                                                                | 3분 11초 |
| 02   | My Sweetie                                        | 작사·작곡·편곡 : 유영진 | 작사·작곡·편곡 : 유영진 | 3분 38초 |
| 03   | 늘... (Waiting...)                                | 작사·작곡·편곡 : 강타 | 작사·작곡·편곡 : 강타 | 4분 15초 |
| 04   | Tragic                                            | 작사·작곡·편곡 : 안익수 | 작사·작곡·편곡 : 안익수 | 3분 49초 |
| 05   | Shy Love                                          | 작사 : 배화영 / 작곡·편곡 : 고영조                                                                                                  | 작사 : 배화영 / 작곡·편곡 : 고영조                                                                                                  | 3분 36초 |
| 06   | Day                                               | 작사 : 손낙희 / 작곡 : 보아 / 편곡 : 김호현                                                                                         | 작사 : 손낙희 / 작곡 : 보아 / 편곡 : 김호현                                                                                         | 4분 13초 |
| 07   | Dear My Love...                                   | 작사·작곡 : 보아 / 편곡 : 김호현 | 작사·작곡 : 보아 / 편곡 : 김호현 | 4분 3초  |
| 08   | 난 (Beat It!)                                     | 작사·작곡·편곡 : 강타 | 작사·작곡·편곡 : 강타 | 3분 29초 |
| 09   | P.O.L (Power Of Love)                             | 작사 : 남소영 / 작곡·편곡 : S.Y.M.                                                                                                  | 작사 : 남소영 / 작곡·편곡 : S.Y.M.                                                                                                  | 5분 14초 |
| 10   | My Genie                                          | 작사 : 임수철 / 작곡·편곡 : 강원석                                                                                                  | 작사 : 임수철 / 작곡·편곡 : 강원석                                                                                                  | 4분 14초 |
| 11   | Pain-Love                                         | 작사·작곡·편곡 : 유찬모 | 작사·작곡·편곡 : 유찬모 | 3분 40초 |
| 12   | Happiness Lies                                    | 원곡 작사·작곡: Ben Bellamacina/Bruce Elliott-Smith/Dennis Verrios/Jamie Hardwick/Jemma Joyce 작사 : 박정란 / 편곡 : 안익수, 전봉석 | 원곡 작사·작곡: Ben Bellamacina/Bruce Elliott-Smith/Dennis Verrios/Jamie Hardwick/Jemma Joyce 작사 : 박정란 / 편곡 : 안익수, 전봉석 | 3분 55초 |
| 13   | Realize (Stay With Me)                            | 작사·작곡 : 보아 / 편곡 : 김호현 | 작사·작곡 : 보아 / 편곡 : 김호현 | 4분 16초 |
| 14   | Azalea                                            | 작사·작곡 : 김미선 / 편곡 : 김미선 , Reno Delajum                                                                                   | 작사·작곡 : 김미선 / 편곡 : 김미선 , Reno Delajum                                                                                   | 4분 38초 |
| 15   | [Bonus Track] Listen To My Heart                  | 작사 : 조윤경 / 작곡 : Kazuhiro Hara                                                                                                | 작사 : 조윤경 / 작곡 : Kazuhiro Hara                                                                                                | 3분 55초 |
| 16   | [일본 라이센스반 Bonus Track] No.1 (English ver.) | 작사 : 김영아 / 작곡 : Ziggy (Sigurd Rosnes) / 편곡 : 안익수, 김호현                                                                | 작사 : 김영아 / 작곡 : Ziggy (Sigurd Rosnes) / 편곡 : 안익수, 김호현                                                                | 3분 11초 |

## 같이 보기
- 대한민국의 역대 음반 판매량 순위 목록